# Rotterdam (Schiff, 2021)
Die Rotterdam ist ein 2021 in Dienst gestelltes Kreuzfahrtschiff der Reederei Holland-America Line und die dritte Einheit der Pinnacle-Klasse.

## Geschichte

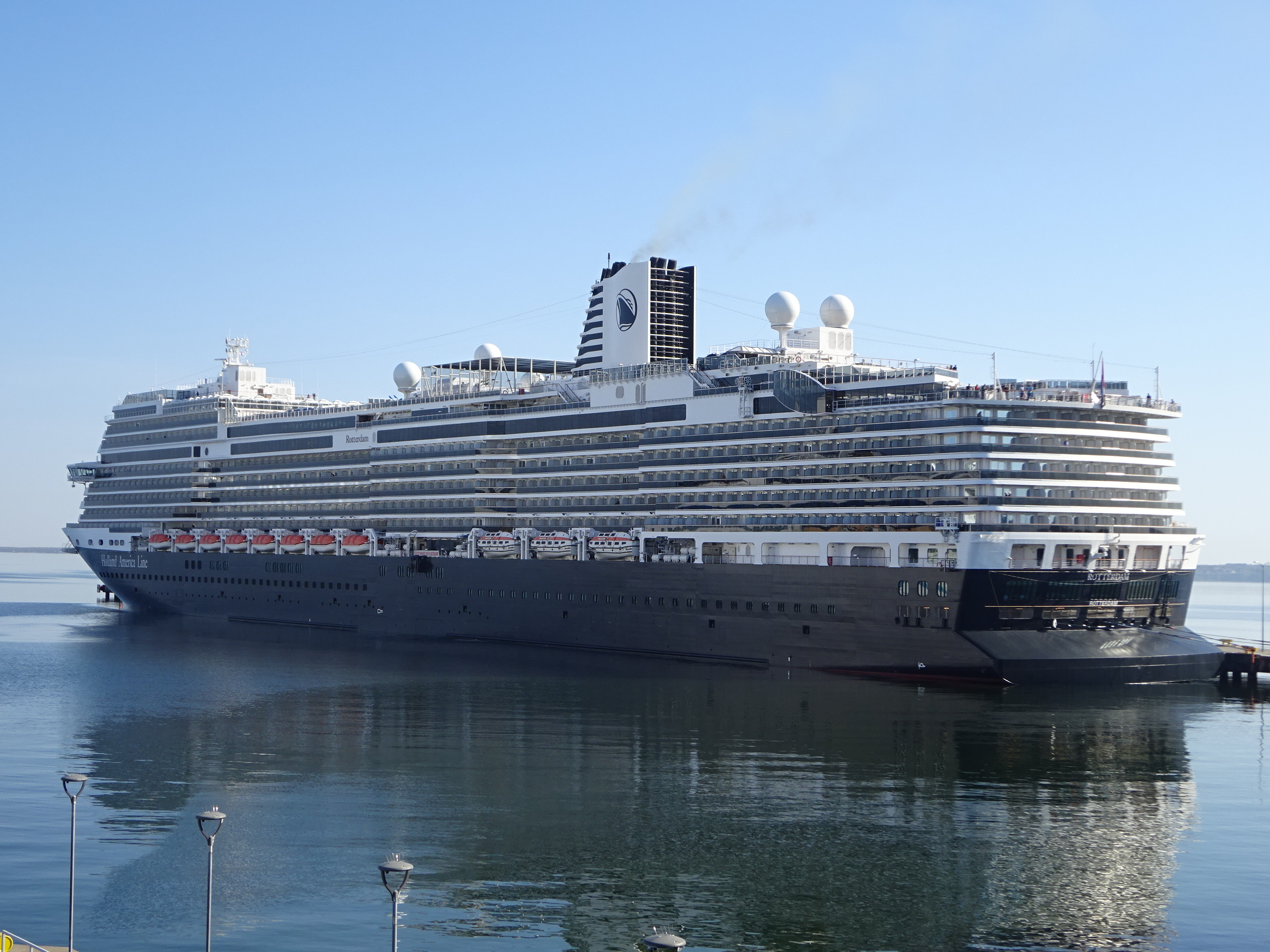
Heckansicht der Rotterdam in Tallinn, Mai 2023

Die im Januar 2017 in Auftrag gegebene Rotterdam wurde am 21. November 2019 unter der Baunummer 6278 in der Werft von Fincantieri in Marghera auf Kiel gelegt und am 5. Oktober 2020 ausgedockt. Aufgrund der COVID-19-Pandemie kam es zu Verzögerungen beim Bau. Nach der Ablieferung an die Holland-America Line am 30. Juli 2021 nahm das Schiff am 20. Oktober 2021 den Dienst mit einer Transatlantikreise von Amsterdam nach Port Everglades auf.
Die offizielle Taufe erfolgte am 30. Mai 2022 in Rotterdam durch Margriet von Oranien-Nassau, die zuvor für die Holland-America Line bereits Taufpatin der Prinsendam, Nieuw Amsterdam, der sechsten Rotterdam sowie der Oosterdam war. Die Rotterdam ist nach ihren Schwesterschiffen Koningsdam und Nieuw Statendam die dritte abgelieferte Einheit der Pinnacle-Klasse für Holland-America sowie das bereits siebte Passagierschiff mit diesem traditionsreichen Namen.
Im Oktober 2022 stellte die Rotterdam mit einer Transatlantikreise von Rotterdam nach New York City mit mehreren Zwischenstopps anlässlich des 150. Jubiläums die Jungfernfahrt der ersten Rotterdam vom Oktober 1872 nach.

## Ausstattung
Ein großer Themenbereich an Bord der Rotterdam ist Musik. So verfügt das Schiff über mehrere Lounges und Clubs mit Livemusik: Den Rolling Stone Rock Room, den B. B. King’s Blues Club sowie das Billboard Onboard. Zudem verfügt die Rotterdam neben mehreren Restaurants, Bars und Lounges über einen Spa-Bereich, ein Casino, einen Kids Club sowie eine zweistöckige LED-Leinwand für Musikshows und Unterhaltungsangebote. An Deck des Schiffes kann unter anderem Pickleball gespielt werden.